# Paloma (singolo)
Paloma è un singolo del rapper italiano Fred De Palma, pubblicato il 3 luglio 2020 come primo estratto dal sesto album in studio Unico.
Il brano vede la partecipazione della cantante brasiliana Anitta.

## Pubblicazione
Paloma è stata annunciata dai due interpreti il 30 giugno 2020.

## Video musicale
Il video, diretto da Mauro Russo e girato tra Positano e Rio de Janeiro, è stato reso disponibile il 22 luglio 2020.

## Tracce
Testi di Federica Abbate, Fred De Palma e Gianluca Ciccorelli, musiche di Takagi e Mr. Ketra.
1. Paloma (feat. Anitta) – 2:21

## Formazione
- Fred De Palma – voce
- Anitta – voce aggiuntiva
- Takagi & Ketra – produzione

## Successo commerciale
Il brano è stato il 72º più trasmesso dalle radio italiane nel 2020.

## Classifiche

### Classifiche settimanali
| Classifica (2020) | Posizione massima |
| ----------------- | ----------------- |
| Italia            | 4                 |

### Classifiche di fine anno
| Classifica (2020) | Posizione |
| ----------------- | --------- |
| Italia            | 15        |